# Union des groupements paysans de Meckhé
L’Union des Groupements Paysans de Meckhé (UGPM) est une organisation paysanne sénégalaise, membre de la FONGS (Fédération des ONG du Sénégal). Née en 1985, elle se compose de groupements  formés par les habitants de quelques villages qui souhaitent unir leurs efforts afin de trouver des solutions à leurs problèmes. Ainsi, des groupements qui à l’époque étaient confinés à leurs villages se sont retrouvés pour réfléchir sur la possibilité de mettre en place une organisation commune.
De 5 groupements fondateurs en 1985, l’Union compte aujourd’hui 77 groupements. Les groupements comptent aujourd’hui plus de 5 000 membres parmi lesquels 61 % de femmes. 

## Historique
L’UGPM a été créée en 1985 par ses membres paysans pour la restauration de l’environnement  dans le bassin arachidier, la reconstitution du cheptel et la fertilisation des sols. Par la suite elle a invité le  village à créer des mutuelles de solidarité (système de cotisations) (depuis 1995). Puis elle a aidé les mutuelles de solidarité à se doter de leur caisse d’épargne et de crédit (2000) Enfin elle lance le programme de financement de l’exploitation familiale (2003). Depuis, ses projets se sont multipliés et diversifiés avec l'aide de partenaires nationaux, régionaux et internationaux.
Ainsi, après avoir notamment lancé un programme en énergie rurale, elle finit par créer la première entreprise d'énergie solaire en milieu rurale, la Kayer. Cette dernière a vu ses actions reconnues en étant nommé par le SEED, programme des Nations unies récompensant les meilleures initiatives respectueuses de l'environnement

## Orientations, valeurs, missions
Selon le Document d'orientation stratégique élaboré en 2007 par l'organisation, les 4 axes d'orientations sont les suivants :
Axe 1 :viabilité sociale : Agir pour mieux vivre ensemble au sein des familles, villages et collectivités
Axe 2 : la sécurité et la viabilité économique 
Axe 3 : alliances : construire des alliances pour un développement social à tous les niveaux (familles, villages, …)
Axe 4 : Dynamisation de la vie associative : développer des dynamiques organisationnelles cohérentes et efficaces (niveau groupements et Union)
Ceci se décline en plusieurs thématiques abordées par l'UGPM au sein de différents projets :
- épargne et crédit
- appui aux exploitations familiales
- recherche développement sur les thématiques touchant le milieu rural
- formation
- restauration et gestion de l'environnement

Les lignes d'actions sont les suivantes :
- la réconciliation entre l'agricole et le rural. Les pratiques agricoles sont en effet de plus en plus délaissées. Pour cela, l'UGPM encourage notamment la diversification des activités agricoles.
- mettre l'économique au service du social
- resserrer les liens au sein de l'exploitation familiale

## Quelques réalisations
- Projet Irrisahel, filière maraîchère : son but est d'augmenter la sécurité alimentaire et réduire la pauvreté par l’accès maîtrisé à l’eau en utilisant les  énergies renouvelables et la micro-irrigation[4]
- Projet de sécurité alimentaire à partir de la constitution de banque de céréales [5]
- formation en tissage pour les femmes de Meckhé [6]
- Participation au projet Hemisphères, l'UGPM a participé à ce programme de formation innovant permettant à de jeunes européens de se rencontrer, d'échanger et d'apprendre avec des organisations du Nord et du Sud [7]
- Programme Les Savoirs des Gens de la Terre financé par UPA-DI, Programme de formation qui vise à offrir aux paysannes et paysans un ensemble d’activités de formation intimement liées à leurs préoccupations et à leurs actions dans un cursus de formation continue[8]
- Naissance de la CREC (Coopérative Rurale d’Epargne et de Crédit du Cayor) en 1999
- La mise en œuvre du programme de lutte contre la soudure et l'endettement a permis différentes stratégies: les greniers de prévoyances, la calebasse de solidarité et la convention de gestion des cérémonies familiales.

## Des projets en cours
- Projet de transformation et de commercialisation de l'huile d'arachide par des femmes en milieu rural [9]
- Projet de redynamisation de la vie associative avec ASODIA
- Programme Lawtan, un programme mené avec la Kayer pour augmenter l'accès à l'énergie solaire en milieu rural. Financé par Frères des Hommes Italie  , il a la particularité de faire participer les migrants sénégalais installés en Italie.
- Souveraineté alimentaire et support aux communautés des producteurs avec Fréres des Hommes Italie et la Region Toscana

## Les partenaires
- Nationaux : FONGS, CNCR, ISRA, AGRECOL, ENEA, IIED, cadre de concertation de Méckhé et environs (ONG, collectivités locales, services déconcentrés de l’état et les organisations de producteurs)

- Internationaux : SIDI/CCFD,frères des hommes FDH (France et Italie), Région Midi Pyrénées, GRAD, MAIN, Action de carême Suisse (ADC), Bureau de la coopération Suisse de Dakar, SOS Faim Belgique, UPA-DI, BROOKE Afrique de l'Ouest.